# ナイン・ビロウ・ゼロ
ナイン・ビロウ・ゼロ（Nine Below Zero）は、イギリスのパブロック・バンド。

## 概要
バンドの名前はサニー・ボーイ・ウィリアムソンの楽曲に由来する。1977年にデニス・グリーヴス、マーク・フェルサム、ピート・クラーク、ケニー・ブラッドリーの4人で結成。当時のバンド名は「スタンズ・ブルース・バンド (Stan's Blues Band)」であった。ロンドンでライブ活動をして、1979年にバンド名を現在の「ナイン・ビロウ・ゼロ」に改名する。
その後、A&Mレコードと契約し、1980年にファースト・アルバムである『Live at the Marquee』を、1981年にセカンド・アルバム『Don't Point Your Finger』をリリースし、ロンドンで人気を博した。その時期に、ベースのピート・クラークが脱退し、ブライアン・ベセルに交代した。1982年から1991年にかけては活動を休止している。1992年にマーク・フェルサムが音楽性の違いのため脱退するが2001年に復帰している。その後もメンバーの入れ替えがあったが、現在も活動を続けている。

## メンバー

### 現在のラインナップ
- デニス・グリーヴス (Dennis Greaves) – ギター、ボーカル (1977年–1983年、1990年– )
- マーク・フェルサム (Mark Feltham) – ハーモニカ、ボーカル (1977年–1983年、1990年–1992年、2001年– )
- チャーリー・オーステン (Charlie Austen) – ボーカル、パーカッション (2016年– )
- サニー・グリーヴス (Sonny Greaves) – ドラム (2018年– )
- トム・モンクス (Tom Monks) – キーボード、ギター、ボーカル (2019年– )
- アンソニー・ハーティ (Anthony Harty) – ベース (2022年– )

## ディスコグラフィ

### アルバム
- Live at the Marquee (1980年、A&M)
- Don't Point Your Finger (1981年、A&M) ※全英56位[2]
- Third Degree (1982年、A&M) ※全英38位[2]
- 『ライヴ!』 - Live at the Venue (1989年、Receiver)
- 『オン・ザ・ロード・アゲイン』 - On The Road Again (1991年、China)
- Off The Hook (1992年、China)
- Special Tour Album 93 (1993年、China) ※LP限定
- Hot Music for a Cold Night (1994年、Pangea)
- Back To The Future (1994年、China)
- Ice Station Zebro (1995年、Pangea)
- Live in London (1997年、Indigo)
- Refrigerator (2000年、 Zed)
- Give Me No Lip Child (2000年、Indigo)
- Chilled (2002年、Zed)
- Hat's Off (2005年、Zed)
- Both Sides of Nine Below Zero (2008年、Angel Air)
- It's Never Too Late! (2009年、Zed)
- The Co-Operative (2011年、Quixotic) ※with グレン・ティルブルック
- A to Zed – The Very Best of (2013年、Zed)
- 13 Shades of Blue (2016年、Zed)
- Avalanche (2019年、Zed)